# Salisbury (Carolina del Nord)
Salisbury è una città degli Stati Uniti d'America, situata nella Contea di Rowan nello Stato della Carolina del Nord.